# جانی موزی
جووانی «جانّی» موزی (ایتالیایی: Giovanni "Gianni" Musy؛ ‏ ۳ اوت ۱۹۳۱ – ۷ اکتبر ۲۰۱۱) بازیگر، صداپیشه، مدیر دوبلاژ و ترانه‌نویس اهل ایتالیا بود.
وی دانش‌آموختهٔ آکادمی هنرهای زیبای رم بود و بازیگری را از سن ۱۱ سالگی شروع کرد. جانی موزی از اواخر دههٔ ۱۹۵۰ میلادی، به فعالیت هنری جدی روی آورد و در آغاز، در نقش شخصیت‌های شرور ایفای نقش می‌نمود. شهرت اولیهٔ او با آثارش در تلویزیون رای شکل گرفت.
از فیلم‌هایی که وی در آن نقش داشته‌است، می‌توان به ممنوعه‌ترین دکامرون، شب‌های گناه‌آلود پیترو آرتینو، باکره کوچک، جسیکا، حرکت نکن، مردی که می‌خندد، جووانی فالکونه، دانشجویان گاسکونیا، برای عشق… برای افسون…، هم‌کلاسی‌ها، هارلم، آس و برای عشق، فقط برای عشق اشاره کرد.